# Juan Manuel Cajigal (khu tự quản)
Juan Manuel Cajigal là một khu tự quản thuộc bang Anzoátegui, Venezuela. Thủ phủ của khu tự quản Juan Manuel Cajigal đóng tại Onoto. Khự tự quản Juan Manuel Cajigal có diện tích 1741 km2, dân số theo điều tra dân số ngày 21 tháng 10 năm 2001 là 12358 người.